# از نفس افتاده‌ام
از نفس افتاده‌ام (به انگلیسی: I'm Breathless) آلبوم موسیقی متن اثر خواننده-ترانه‌پرداز آمریکایی مدونا است که در ۲۲ مهٔ ۱۹۹۰ توسط سایر رکوردز منتشر شد، تا فیلم دیک تریسی را همراهی کند.